# Пјантакроче (Модена)
Пјантакроче је насеље у Италији у округу Модена, региону Емилија-Ромања.
Према процени из 2011. у насељу је живело 145 становника. Насеље се налази на надморској висини од 761 м.